# Акцидентный набор
Акциде́нция (от лат. accidentia — случайно появляющееся) — воспроизведение малых и некоторых других наборных форм с использованием разнообразных наборных материалов и клише; типографские работы, отличающиеся от книжно-журнального и газетного текстового набора.

## Одноразовые тексты и издания
К акциденциям относятся визитки, плакаты, рекламные объявления и так далее, а также обложки и титульные книжные формы. Этикетки, билеты, бланки, аттестаты, листовки в полиграфии относят к малоформатной продукции (малым формам). Объявления, афишы, вывески, таблички и аналогичные тексты относят к категории одноразовые информативные тексты. Листовки, стенгазеты, однодневные газеты и аналогичные издания относят к категории одноразовых изданий.:390 В России в рамках стандартизации для изданий, выпускаемых по заявкам конкретных пользователей используют термин внетиражное издание. Тираж такого издания, выпускаемого в основном по технологии печать по требованию, издатель не может планировать.

## Элементы оформления
Акцидентный набор обычно предполагает малое количество текста и сложное художественное оформление, в том числе орнаменты, тангирные сетки и другие наборные украшения, или, к примеру, оптические эффекты наборного шрифта, тиснение, золочение и т.д. Для акцидентного набора также могут применяться специальные акцидентные шрифты, непригодные для набора сплошного текста, например имеющие искажённую форму, либо большое количество мелких деталей, которые невозможно воспроизвести в малом кегле. Однако, могут использоваться и обычные текстовые шрифты в разных кеглях, в том числе несколько разных гарнитур и начертаний на одной странице.
В изданиях Гутенберга типографским способом воспроизводился только текст, орнамент добавлялся от руки. Первое типографское воспроизводение орнаментов было выполнено Петером Шёффером на страницах Майнцской Псалтири.